# Сканирующий гелиевый ионный микроскоп
Сканирующий гелиевый ионный микроскоп (СГИМ, гелий-ионный микроскоп, ионный гелиевый микроскоп, гелиевый микроскоп, HeIM) — сканирующий (растровый) микроскоп, по принципу работы аналогичный сканирующему электронному микроскопу, но использующий вместо электронов пучок ионов гелия.

## Введение
В настоящее время (начало 2016 года) Сканирующая электронная микроскопия, фактически исчерпала возможности своего дальнейшего развития, поскольку, на протяжении 50-летнего процесса непрерывного совершенствования методов и техники, вплотную подошла к фундаментальному ограничению предельного разрешения, которое заключается в невозможности дальнейшего уменьшения диаметра сфокусированного пятна электронного пучка за счёт эффекта дифракции .
Согласно теории оптических систем, разработанной Эрнстом Аббе, минимальный диаметр пучка электромагнитной волны определяется выражением:
{\displaystyle d_{min}=\lambda /2n}  (1)  
, где λ — длина электромагнитной волны в вакууме, n — показатель преломления среды. 
При этом, длина волны Де Бройля для заряженной частицы определяется следующим образом:
{\displaystyle \lambda ={h \over m_{q}\cdot V}}  (2) ,
где  h – постоянная Планка, mq – масса заряженной частицы, V –  скорость заряженной частицы.,
Как известно, при движении заряженной частицы в однородном электрическом поле, его энергия, определяемая как  W=q·U (где q – величина заряда частицы, а U – ускоряющее напряжение электрического поля) преобразуется в её кинетическую энергию Wк=mqV2/2.
В результате, длина волны заряженной частицы, движущейся в однородном электрическом поле, будет определяться как
{\displaystyle \lambda ={h \over {\sqrt {2\cdot q\cdot m_{q}\cdot U}}}}   (3)
Из выражения (3) следует, что длина волны электрона для ускоряющего напряжения 30 кВ составляет порядка 0,01 нм, а минимальный диаметр его пучка в вакууме, ограниченный дифракцией, составит 0,05 нм.  Данное ограничение было предложено преодолеть путём замены электрона на ион гелия, которые примерно в 7300 раз тяжелее электронов, и таким образом, для всех значений ускоряющих напряжений, как следует из (3), имеют гораздо меньшую длину волны, и, следовательно, меньший диаметр фокусировки.  
Согласно теории Гауссовых пучков, угол сходимости Гауссового пучка Ə выражается как  
{\displaystyle \Theta ={\lambda  \over \pi \cdot \omega _{0}}} (4),
где w0 - минимальная полуширина Гауссового пучка, λ - длина волны излучения. Таким образом, обратно пропорциональная углу сходимости ГРИП будет тем больше чем меньше длина волны. Сравнивая СЭМ и СГИМ, ГРИП последнего будет больше на два порядка.
Таким образом, с помощью СГИМ можно получать данные, которые невозможно получить с помощью микроскопов, которые используют фотоны или электроны в качестве источника излучения.  
При этом, как и в других системах сфокусированных ионных пучков, СГИМ  позволяет сочетать модификацию образцов с их локальным анализом с суб-нанометровым разрешением.  
При взаимодействии Гелий-ионного пучка с образцом, происходит возбуждение гораздо меньшего объёма образца, и, следовательно, обеспечение резких изображений с большой глубиной резкости изображаемого пространства для широкого диапазона материалов.  
По сравнению с СЭМ, процент выхода вторичных электронов достаточно высок, что позволяет СГИМ работать со сверхнизкими токами пучка (до 1 фемтоампера).

#### Основные преимущества СГИМ по сравнению с СЭМ[5]
- Высокое пространственное разрешение до 0,25 нм (Благодаря свойствам ионов Гелия и малой области взаимодействия ионов с образцов)
- Малое влияние дифракционных эффектов на качество изображения благодаря большой массе ионов по сравнению с электронами.
- Более высокая чувствительность к рельефу поверхности образца (благодаря локализации генерации вторичных электронов в приповерхностных (3-5 нм) слоях образца)
- Более качественные изображения во вторичных ионах при сравнимых воздействиях пучком заряженных частиц на образец (среднее количество сгенерированных ионом вторичных электронов выше, чем сгенерированных электроном)
- Глубина резкости изображения в СГИМ в 5-10 раз больше чем СЭМ.
- Исследование диэлектрических материалов гораздо проще благодаря более низким токам пучка и отсутствию сложных систем компенсации заряда.

## Источник ионов
В отличие от большинства приборов со сфокусированным ионным пучком, использующих жидкометаллические источники ионов, в СГИМ используется газовый автоионный источник.
К источнику ионов Гелия СГИМ предъявляется ряд требований:
- Источник ионов СГИМ должен обладать достаточной яркостью для обеспечения оптимального отношения сигнал/шум детектора
- Источник ионов должен быть компактным с тем, чтобы была возможность размещать его внутри колонны СГИМ и минимизировать вибрации.
- Источник ионов СГИМ должен быть стабильным, чтобы обеспечивать минимальную флуктуацию потока ионов в течение нескольких часов работы.
- Источник ионов СГИМ должен работать в широком диапазоне энергий, не менее 10 эВ - 30 кэВ

В качестве источника используется остриё из вольфрама, к которому приложено высокое напряжение. Выбор вольфрама в качестве материала эмиттера обусловлен тем, что он обладает необходимыми механическими свойствами, которые позволяют исключить его деформацию под  действием сильных электростатических полей и низкокотемпературных режимов работы. В результате специального термополевого цикла на заточенном конце вольфрамовой проволоки формируется трёхгранная пирамида, на вершине которой располагаются одиночный атом вольфрама. Газообразный гелий ионизуется в сильном электрическом поле вблизи острия, принципы автоионизации описаны в работах Мюллера. Режим автоионного микроскопа позволяет наблюдать источник с атомарным разрешением, что используется для формирования и юстировки источника. Для стабилизации источника и повышения эффективности автоионизации остриё охлаждается жидким азотом.
Величина генерируемого ионного тока изменяется квазилинейно с ростом давления гелия в диапазоне давлений до 100:1, с максимальным значением тока эмиссии до 100 pA. Температурный режим подбирается исходя из оптимальных параметров генерируемого ионного тока. Так,  если температура будет слишком низкая, то скорость поглощения ионов гелия будет слишком медленной. С другой стороны, при слишком высоких значениях температуры, поляризованные атомы Гелия будут обладать слишком большой кинетической энергией, и не удерживаться на наконечнике источника достаточное время, с тем чтобы быть эффективно ионизированными. Стабильность тока пучка ионов в СГИМ обеспечивается обычно на уровне 2-3%/час. 

## Оптическая система
Для фокусировки и отклонения ионного пучка используется электростатическая оптическая схема, аналогичная системам со сфокусированным ионным пучком.
Зависимость ионного тока от приложенного напряжения нелинейно, по мере увеличения напряжения, ток эмиссии возрастает, достигает своего максимального значения, после чего начинает убывать. При дальнейшем повышении напряжения, его энергии начинает хватать для отрыва атомов катода, тем самым затупляя его конец и ухудшая его характеристики. Напряжение, при котором ток эмиссии достигает своего максимального значения называется «напряжением наилучшего изображения, ННИ» (BIV, Best Image Voltage), и для ионов гелия, это происходит при величине электрического поля в области острия катода около 4,5 В/Å. На данное значение влияет форма острия катода, (чем острее конец катода, тем меньшее напряжение нужно приложить для достижения ННИ).
На рисунке показаны основные оптические компоненты СГИМ (на примере модели Carl Zeiss ORION). Все линзы, сканеры и дефлекторы являются электростатическими, потому что траектория движения заряженных частиц, и в частности, ионов очень слабо зависит от магнитных полей. Ионы, образующиеся с помощью источника, достигают требуемой энергии ускорения и проходят через диафрагму, которая формирует пучок ионов, отсекая внеосевые ионы. Далее пучок ионов проходит через группу электростатических линз, которые выполняют его коллимацию и подстройку. Регулируемая апертурная диафрагма позволяет подбирать оптимальное соотношение разрешения и глубины резкости изображения с одной стороны и тока пучка с другой (путём изменения диаметра поперечного сечения пучка ионов). Далее пучок ионов проходит через систему отклоняющих катушек, которая реализует алгоритм сканирования пучка (отклоняет его в заданном направлении в зависимости от приложенного управляющего напряжения). Затем пучок ионов фокусируется на образце с помощью электромагнитного объектива (Final lens). 

## Взаимодействие ионов с веществом
Ионы, как и электроны в СЭМ, могут проникать во внутренний объём твердых и жидких образцов. Поскольку отслеживать траектории движения каждого иона в отдельности невозможно, описание их взаимодействия с веществом носит статистический характер (рассматриваются усреднённые параметры). Для описания средней максимальной глубины проникновения ионов в образец используют приближение Kanaya и Okayama , которое учитывает плотность образца и энергию пучка ионов.
В результате взаимодействия ускоренных ионов с веществом кинетическая энергия налетающих ионов передаётся электронам и атомам материала. При этом некоторые из электронов вещества вылетают в вакуум (вторичные электроны).Часть ионов гелия отражается от атомов вещества назад (Обратнорасеяные ионы). Кроме того, некоторые из атомов вещества могут быть выбиты налетающими ионами, что приводит к распылению материала.
Импульс налетающих ионов слишком мал для эффективного возбуждения глубоких уровней атомов, поэтому возбуждения рентгеновского излучения в СГИМ не наблюдается.
Генерация в СГИМ вторичных электронов аналогична данному процессу в СЭМ, однако сигнал вторичных электронов при их возбуждении ионами в СГИМ при тех же условиях и для того же образца, почти всегда будет мощнее, чем при возбуждении электронами в СЭМ, поскольку тормозная способность материала для ионов значительно выше, чем для электронов. В результате, генерация вторичных электронов в СГИМ происходит в приповерхностных слоях образца, и имеют большую вероятность выхода из образца, в отличие от СЭМ, где генерация вторичных ионов распределена в объёме образца. Для математического описания процесса генерации вторичных электронов используется численный метод Монте-Карло.
Образование обратнорассеянных ионов после их соударения с образцом происходит в некотором телесном угле. Размер и форма области локализации обратнорассеяных ионов важна, поскольку они влияют на качество регистрируемого сигнала как обратнорассеянных ионов, так и вторичных электронов. Увеличенный телесный угол рассеяния ионов на атомах исследуемого материала (по сравнению с электронами), позволяет повысить контраст по атомному номеру, как в режиме регистрации вторичных электронов, так и при регистрации обратно-рассеянных ионов. Если область локализации вторичных ионов мала по объёму, то их высокая концентрация способствует высокому пространственному разрешению во вторичных ионах. С другой стороны, высокая концентрация вторичных ионов в области падения ионного пучка на образец, будет ухудшать контраст и разрешение сигнала во вторичных электронах вследствие их рекомбинации с ионами. Детектирование обратнорассеянных ионов позволяет также исследовать свойства  кристаллической решетки образца.  
Оптимальный режим работы подбирается исходя из характеристик исследуемого образца путём подбора типа ионов (для этого в СГИМ Carl Zeiss Orion помимо ионов гелия используются ионы неона и галлия), ускоряющего напряжение, фокусировки и режима сканирования. 
Для тонких образцов СГИМ позволяет работать в режиме просвечивающего сканирования, подобно просвечивающему растровому электронному микроскопу. Для этих целей в схему СГИМ вводится специальный адаптер

## Детекторы
СГИМ оборудован двумя детекторами:
- детектором Эверхарта-Торнли для регистрации вторичных электронов[15]
- микроканальной пластиной для регистрации обратнорассеянных ионов[16].

## Компенсация заряда
Для компенсации положительного электрического заряда, накапливающегося на поверхности диэлектрических материалов, используется расфокусированный электронный пучок.

## Применение
Основными областями применения СГИМ являются:

### 1. Микроскопия образца

###### 1.1. Микроскопия диэлектрических материалов и биологических образцов
Благодаря использованию расфокусированного пучка электронов для компенсации заряда образца, СГИМ позволяет получить изображения диэлектрических материалов, и, в частности непокрытых биологических образцов с высоким разрешением. Так, с помощью  СГИМ в крыльях бабочек из семейства Papilio ulysses были выявлены новые наноразмерные структуры, которые было невозможно визуализировать с помощью СЭМ. Также СГИМ успешно применяется для визуализации внутриклеточных структур. В частности, с его помощью проводятся исследования структуры пор в эпителиальных клетках аденокарциномы человека Caco2. Благодаря высокому пространственному разрешению, СГИМ позволил изучить белковые структуры бычьей печени (в ходе исследований было установлено, что она имеет структурированную пространственную ориентацию с  шагом сетки 8,8 нм × 6,7 нм) и почек крысы. Также применение СГИМ позволяет анализировать трёхмерное распределение минеральных и органических фаз (протеина, амелогенина, эмали) в зубе мыши. Кроме того, СГИМ успешно применяется для исследований биополимеров.

###### 1.2. Получение изображений подповерхностных слоев
Анализ обратнорассеянных ионов гелия в СГИМ позволил разработать бесконтактный метод оценки электронных межсоединений.

###### 1.3. Ионолюминесценция
(люминесценция, возбуждаемая бомбардировкой образца ионами)
С помощью ионолюминесценции СГИМ проводится ряд исследований свойств запрещённой зоны полупроводниковых материалов, тонких плёнок GaN на сапфире, легированных церием квантовых точек в гранате и легированные LaPO4 нанокристаллов.

###### 1.4.Визуализация структур графена
СГИМ широко используется для исследования свойства графена в различных формах (как находящегося в свободно подвешенном состоянии, так и расположенного на подложке из диоксида кремния), а также проницаемость его пор для различных атомов, свойства ширины его запрещённой зоны и особенности процессов его формирования для устройств наноэлектроники

### 2. Модификация образца
Модификация образца в СГИМ проводится путём напыления и травления материалов, аналогично методу сфокусированного ионного пучка в СЭМ. Однако данные методы используют различные ионы для модификации образца. Так, в СГИМ в качестве ионов для бомбардировки образца используются ионы гелия, неона и галлия, а в СЭМ – галлия, золота и иридия).

###### 2.1. Ионно-лучевая литография
Традиционно, рельеф фоторезистов формируется методами сфокусированного ионного пучка и электронно-лучевой литографии. Преимущества ионно-лучевой литографии в сравнении с электронно-лучевой заключаются в том, что фоторезисты более чувствительны к пучкам ионов, чем электронов и отсутствует «эффект близости» («proximity effect»), который ограничивает минимально возможный размер модифицируемой области  при электронно-лучевой литографии. А преимущество СГИМ по сравнению с технологией сфокусированного ионного пучка заключается в возможности сфокусировать пучок в меньшую область и в возможности работы с более легкими ионами. Так, применение СГИМ в качестве ионно-лучевого литографа позволяет достичь новых технологических норм (менее 10 нм).  

###### 2.2 Формирование наноразмерных структур
Высокое разрешение СГИМ и возможность выбора используемых ионов позволяет формировать широкий круг наноразмерных структур с его помощью. В частности, СГИМ применяется для формирования наноразмерных платиновых структур посредством разложения и осаждения органоплатиновых газообразных соединений ионным пучком, трёхмерных структур на кремниевой подложке, осаждения металлов из газообразной фазы. Помимо ионов Гелия, для формирования наноразмерных структур в СГИМ используются ионы неона и галлия, а также их комбинации. Также СГИМ широко применяется для формирование перспективных наноплазмонных кристаллов и микро- и наноэлектромеханических систем.

### Справка
Сканирующий гелиевый ионный  микроскоп был разработан компанией A.L.I.S., в настоящий момент являющейся частью компании Carl Zeiss. Первый коммерчески доступный СГИМ появился в 2007 г. Фабрика по производству СГИМ расположена в г. Пибоди (США).
К настоящему моменту в мире установлено более 20 приборов, в основном в научно-исследовательских центрах (Национальный Институт Стандартов и Технологий США, Гарвардский Университет, Университет Твенте, Национальный университет Сингапура, Университет Билефельда). В России единственный СГИМ установлен в Междисциплинарном ресурсном центре по направлению «Нанотехнологии» Санкт-Петербургского государственного университета.